# ミュージックエイリアム
『ミュージックエイリアム』（Stevie Wonder Original Musiquarium I）は、1982年に発表されたスティーヴィー・ワンダーの2枚組のベスト・アルバム。
セルフ・プロデュースをするようになった、1971年以降の作品から選曲されている。さらに、「フロント・ライン」「リボン・イン・ザ・スカイ」「ザット・ガール」「ドゥ・アイ・ドゥ」の4曲が書き下ろされた。

## 収録曲
1. 迷信 - Superstition
2. 悪夢 - You Haven't Done Nothin'
3. 汚れた街 - Living for the City
4. フロント・ライン - Front Line
5. スーパーウーマン - Superwoman (Where Were You When I Needed You)
6. 愛を贈れば  - Send One Your Love
7. サンシャイン - You Are the Sunshine of My Life
8. リボン・イン・ザ・スカイ - Ribbon in the Sky
9. ハイアー・グラウンド - Higher Ground
10. 愛するデューク - Sir Duke
11. マスター・ブラスター - Master Blaster (Jammin)
12. レゲ・ウーマン - Boogie on Reggae Woman
13. ザット・ガール - That Girl
14. 回想 - I Wish
15. 可愛いアイシャ - Isn't She Lovely?
16. ドゥ・アイ・ドゥ - Do I Do